# Never Go Back
Never Go Back is een single van de Israëlische zanger Dennis Lloyd uit 2019. Het stond in hetzelfde jaar als derde track op de ep Exident, waar het enige single van was.

## Achtergrond
Never Go Back is geschreven en geproduceerd door Dennis Lloyd. Het is een indiepopnummer dat gaat over het einde van een relatie. Lloyd vertelde dat het nummer over dezelfde relatie gaat als waar zijn bekendste single Nevermind over ging. Maar waar de eerste single over het begin van de relatie gaat, gaat Never Go Back over het einde van die relatie. Hij beschreef het schrijven van het lied als therapie voor hemzelf.

## Hitnoteringen
Het lied was in verschillende Europese hitlijsten te vinden, maar was nergens een hoogvlieger. De hoogste piekpositie was in Zwitserland, waar de 31e plek werd gehaald. In Oostenrijk was de 32e plaats en in de Waalse Ultratop 50 was de 38e positie de hoogste notering. Verder waren er noteringen in Duitsland, Zweden, Frankrijk en Portugal, waar het kwam tot de 40e, 49e, 51e en 91e plaats respectievelijk.